# بنك ألبانيا

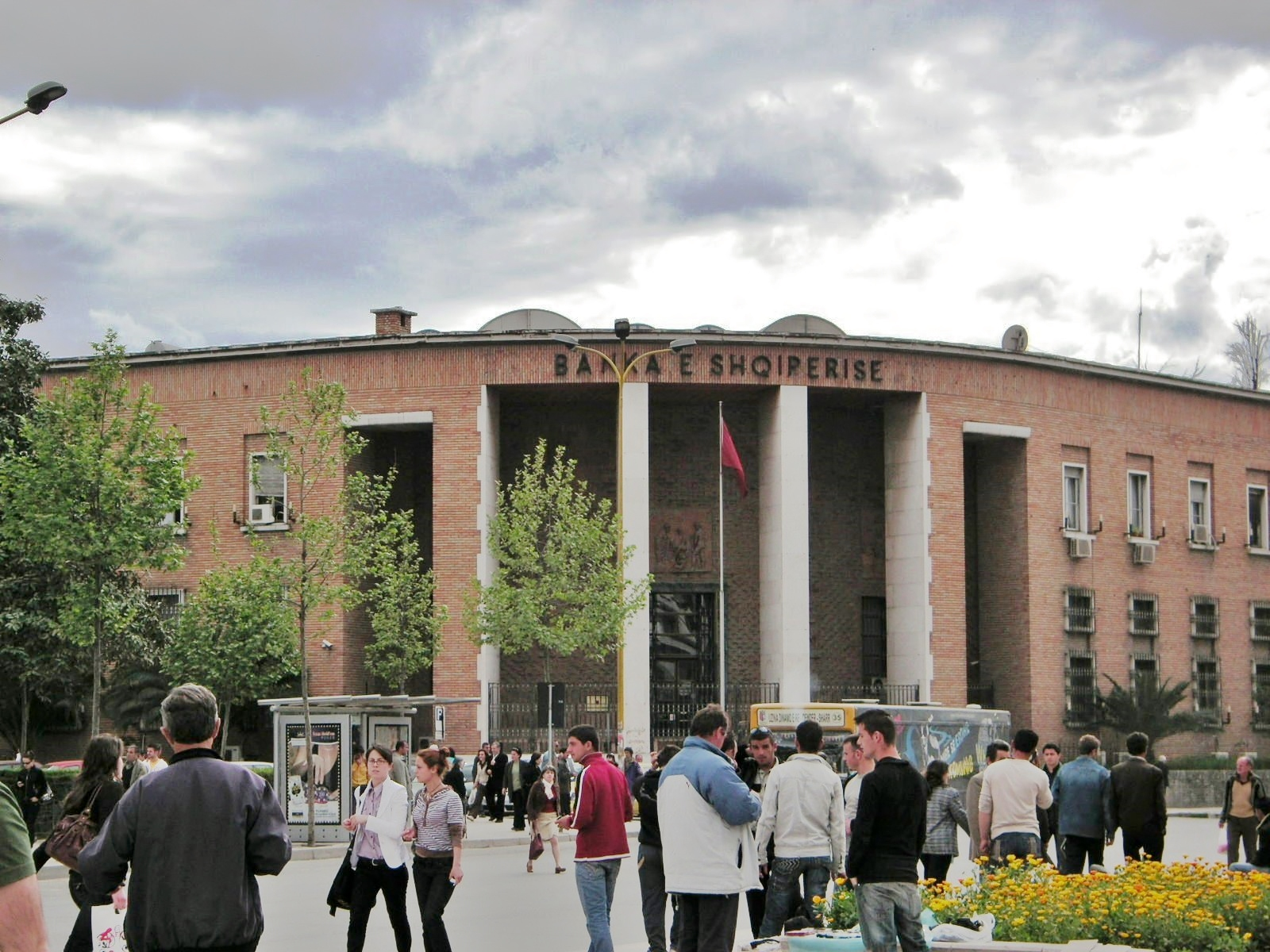
مبنى بنك ألبانيا في ميدان سكاندربغ في تيرانا.

بنك ألبانيا (بالألبانية: Banka e Shqipërisë)‏ هو البنك المركزي لألبانيا . مقره الرئيسي في تيرانا، ولديه خمسة فروع أخرى تقع في شكودر ، الباسان ، غيروكاستر ، كورتشي ، و وشنجي .

## دور الاشراف
يقوم بنك ألبانيا بالإشراف والرقابة على وتنظيم جميع أنشطة البنوك والمؤسسات العاملة في النشاط المصرفي داخل البلد. يفرض بنك ألبانيا قواعد إنشاء البنوك والمؤسسات ويرخصها. كما يشرف البنك على جميع أنشطة هذه المؤسسات ويراقبها للتأكد من متابعتها للقوانين واللوائح والامتثال لها.
يشرف البنك المركزي على النظام المصرفي للأغراض التالية:
- لتعزيز استقرار النظام المصرفي وحماية مصالح المودعين وعامة الناس ؛
- ضمان وجود نظام مصرفي سليم تتسم أنشطته بالشفافية ويحكمها اقتصاد السوق ؛
- لتوفير بيئة من الثقة للمستثمرين والمودعين مع تمكين النمو والربحية لهذه الصناعة.

دور الرقابة المصرفية هو تعزيز السلامة والسلامة من خلال:
- ضمان أن يحق للمالكين والإدارة الملائمين، والذين يستوفون المتطلبات القانونية والمهنية والأخلاقية، الدخول إلى السوق المصرفية من خلال عملية ترخيص لا تلائم إلا مالكيها وإدارتها. وأن لديهم رأس مال كافٍ يتماشى مع المخاطر التي يتعين القيام بها، ولديهم سياسات وإجراءات تشغيلية للسيطرة على تلك المخاطر ؛
- التأكد من أن البنوك الحالية تعمل بشكل سليم وفقًا للقوانين واللوائح، ولديها رأس مال وسيولة كافيين لتلبية الاحتياجات المتوقعة، والحفاظ على جودة أصول مرضية وموارد كافية لتعويض المخاطر المتوقعة، وممارسة المعايير الدولية لأفضل الممارسات في إدارة أنشطتها، وإجراء الشؤون بطريقة لا تضر العملاء والجمهور العام ؛
- ضمان حل المشاكل المصرفية بسرعة وكفاءة بطريقة تحمي المودعين إلى أقصى حد ممكن، وتقلل التكلفة إلى الحكومة والجمهور.

لأداء هذا الدور، الإشراف المصرفي:
- صياغة ومراجعة اللوائح التي تحكم الدخول إلى النظام، والتشغيل الحذر للأنشطة المصرفية أثناء وجوده في النظام، ومراقبة النتائج المحققة، وحفظ البنوك وسفينة حفظها، وفرض الامتثال لتلك القوانين واللوائح ؛
- وضع سياسات واستراتيجيات استباقية للإشراف على البنوك الفردية والنظام المصرفي تستند إلى تقييم المخاطر الكامنة ؛
- تطوير إجراءات ومعايير وإرشادات إشرافية تتفق مع الممارسات الدولية ؛
- تنفذ هذه الإجراءات والمعايير والمبادئ التوجيهية باستمرار ؛
- يؤكد كفاية الموظفين من حيث العدد والكفاءة للإشراف على الصناعة بشكل صحيح ؛
- يرعى ويشارك في الاتصالات المنتظمة مع الصناعة والمشرفين الآخرين بشأن المسائل ذات الاهتمام المشترك أو الاهتمام.

## روابط خارجية
- الموقع الرسمي
- استرجع بنك ألبانيا في 01-03-2009.